# Lothar Walther
Carl Lothar Walther (* 3. Mai 1899 in Erfurt; † 1983) war ein deutscher Fabrikant im Feinwerkzeugbau und Sportschütze.
Carl Lothar Walther war der jüngste von fünf Söhnen Carl Walthers, dem Gründer der Pistolenfabrik Walther (heute Carl Walther Sportwaffen). Er gründete 1925 die Lothar Walther Feinwerkzeugbau GmbH in Zella-Mehlis (Thüringen). Das Unternehmen war auf das kalte Umformen von Metallen spezialisiert und fertigte spanlos gezogene (kaltfließgepreßte) Läufe für Schusswaffen.
Walther gehörte in den 1930er Jahren der deutschen Nationalmannschaft der Pistolenschützen an, errang mit ihr die Bronzemedaille bei den Weltmeisterschaften 1939.